# Sound + Vision
Albums de David Bowie
Never Let Me Down
(1987) ChangesBowie
(1990)
Sound + Vision est un coffret de David Bowie sorti en 1989.

## Histoire
À la fin des années 1980, les droits sur les albums de Bowie publiés avant 1983 par Philips, Mercury et RCA reviennent à l'artiste et à MainMan, la compagnie de son ancien manager. En 1988, la maison de disques américaine Rykodisc propose à Bowie d'assurer la réédition de ces albums au format CD, ce que le chanteur accepte.
Le coffret Sound + Vision est conçu pour accompagner la réédition du catalogue de Bowie. Édité dans plusieurs formats (six 33 tours, trois cassettes ou 3 CD + 1 CDV), il présente de nombreuses raretés dans l'ordre chronologique de leur enregistrement : chansons inédites ou uniquement parues en face B de singles, enregistrées en concert, démos et versions alternatives. Les titres sont choisis de manière à ne pas dupliquer les bonus qui apparaissent sur les CD Rykodisc.
Malgré son prix élevé, le coffret rencontre un grand succès à sa sortie et remporte le Grammy Award de la meilleure pochette en 1990. Afin de promouvoir le coffret et les rééditions Rykodisc, Bowie entreprend une tournée mondiale, le Sound + Vision Tour, de mars à septembre 1990.
En 2003, le coffret Sound + Vision est réédité par EMI et Virgin Records, la nouvelle maison de disques de Bowie. Cette nouvelle version, composée de quatre CD, inclut des chansons supplémentaires enregistrées entre 1982 et 1997. Certaines chansons du coffret original y sont également remplacées par des versions alternatives.

## Titres
Toutes les chansons sont de David Bowie, sauf mention contraire.

### Coffret original
| 1.  | Space Oddity (démo enregistrée au printemps 1969, inédite)                                        |             | 5:09 |
| 2.  | Wild Eyed Boy from Freecloud (version single de 1969)                                             |             | 4:50 |
| 3.  | The Prettiest Star (version single de 1970 avec Marc Bolan à la guitare)                          |             | 3:11 |
| 4.  | London Bye Ta Ta (chanson enregistrée en 1970, inédite)                                           |             | 2:35 |
| 5.  | Black Country Rock (de l'album The Man Who Sold the World)                                        |             | 3:33 |
| 6.  | The Man Who Sold the World (de l'album The Man Who Sold the World)                                |             | 3:56 |
| 7.  | The Bewlay Brothers (de l'album Hunky Dory, 1971)                                                 |             | 5:22 |
| 8.  | Changes (de l'album Hunky Dory, 1971)                                                             |             | 3:35 |
| 9.  | Round and Round (enregistrée en 1971, face B du single de 1973 Drive-In Saturday)                 | Chuck Berry | 2:41 |
| 10. | Moonage Daydream (de l'album The Rise and Fall of Ziggy Stardust and the Spiders from Mars, 1972) |             | 4:39 |
| 11. | John, I'm Only Dancing (version avec saxophone sortie en single en 1973, enregistrée en 1972)     |             | 2:43 |
| 12. | Drive-In Saturday (de l'album Aladdin Sane, 1973)                                                 |             | 4:30 |
| 13. | Panic in Detroit (de l'album Aladdin Sane, 1973)                                                  |             | 4:25 |
| 14. | Ziggy Stardust (en concert en 1973, de l'album Ziggy Stardust: The Motion Picture)                |             | 3:16 |
| 15. | White Light/White Heat (en concert en 1973, de l'album Ziggy Stardust: The Motion Picture)        | Lou Reed    | 3:57 |
| 16. | Rock 'n' Roll Suicide (en concert en 1973, de l'album Ziggy Stardust: The Motion Picture)         |             | 4:30 |

| 1.  | Anyway, Anyhow, Anywhere (de l'album Pin Ups, 1973)                                | Roger Daltrey, Pete Townshend                   | 3:08 |
| 2.  | Sorrow (de l'album Pin Ups, 1973)                                                  | Bob Feldman, Jerry Goldstein, Richard Gottehrer | 2:53 |
| 3.  | Don't Bring Me Down (de l'album Pin Ups, 1973)                                     | Johnnie Dee                                     | 2:05 |
| 4.  | 1984/Dodo (enregistrée en 1973 pour l'émission The 1980 Floor Special, inédite)    |                                                 | 5:20 |
| 5.  | Big Brother (de l'album Diamond Dogs, 1974)                                        |                                                 | 3:21 |
| 6.  | Rebel Rebel (version single américain, 1974)                                       |                                                 | 3:01 |
| 7.  | Suffragette City (en concert en 1974, de l'album David Live)                       |                                                 | 3:50 |
| 8.  | Watch That Man (en concert en 1974, de l'album David Live)                         |                                                 | 5:07 |
| 9.  | Cracked Actor (en concert en 1974, de l'album David Live)                          |                                                 | 3:30 |
| 10. | Young Americans (de l'album Young Americans, 1975)                                 |                                                 | 5:10 |
| 11. | Fascination (mixage différent)                                                     | David Bowie, Luther Vandross                    | 5:45 |
| 12. | After Today (chute de l'album Young Americans, inédite)                            |                                                 | 3:50 |
| 13. | It's Hard to Be a Saint in the City (chute de l'album Station to Station, inédite) | Bruce Springsteen                               | 3:49 |
| 14. | TVC 15 (de l'album Station to Station, 1976)                                       |                                                 | 5:31 |
| 15. | Wild Is the Wind (de l'album Station to Station, 1976)                             | Dimitri Tiomkin, Ned Washington                 | 5:58 |

| 1.  | Sound and Vision (de l'album Low, 1977)                                    |                                          | 3:05 |
| 2.  | Be My Wife (de l'album Low, 1977)                                          |                                          | 2:57 |
| 3.  | Speed of Life (de l'album Low, 1977)                                       |                                          | 2:47 |
| 4.  | "Helden" (version de "Heroes" en allemand sortie en single en 1977)        | David Bowie, Brian Eno                   | 3:39 |
| 5.  | Joe the Lion (en) (de l'album "Heroes", 1977)                              |                                          | 3:07 |
| 6.  | Sons of the Silent Age (de l'album "Heroes", 1977)                         |                                          | 3:19 |
| 7.  | Station to Station (en concert en 1978, de l'album Stage)                  |                                          | 8:50 |
| 8.  | Warszawa (en concert en 1978, de l'album Stage)                            | David Bowie, Brian Eno                   | 6:52 |
| 9.  | Breaking Glass (en concert en 1978, de l'album Stage)                      | David Bowie, Dennis Davis, George Murray | 3:35 |
| 10. | Red Sails (de l'album Lodger, 1979)                                        | David Bowie, Brian Eno                   | 3:45 |
| 11. | Look Back in Anger (de l'album Lodger, 1979)                               | David Bowie, Brian Eno                   | 3:07 |
| 12. | Boys Keep Swinging (de l'album Lodger, 1979)                               | David Bowie, Brian Eno                   | 3:18 |
| 13. | Up the Hill Backwards (de l'album Scary Monsters (and Super Creeps), 1980) |                                          | 3:15 |
| 14. | Kingdom Come (de l'album Scary Monsters (and Super Creeps), 1980)          | Tom Verlaine                             | 3:44 |
| 15. | Ashes to Ashes (de l'album Scary Monsters (and Super Creeps), 1980)        |                                          | 4:23 |

| 1. | John, I'm Only Dancing (en concert au Boston Music Hall de Boston le 1er octobre 1972) |  | 2:40 |
| 2. | Changes (en concert au Boston Music Hall de Boston le 1er octobre 1972)                |  | 3:20 |
| 3. | The Supermen (en concert au Boston Music Hall de Boston le 1er octobre 1972)           |  | 2:43 |
| 4. | Ashes to Ashes (clip)                                                                  |  | 3:34 |

### Réédition de 2003
Sauf mention contraire, les versions incluses dans cette réédition sont les mêmes que dans le coffret original.
| 1.  | Space Oddity                                            |                                                 | 5:09 |
| 2.  | Wild Eyed Boy from Freecloud (avec introduction parlée) |                                                 | 4:57 |
| 3.  | The Prettiest Star                                      |                                                 | 3:11 |
| 4.  | London Bye Ta Ta (version en stéréo inédite)            |                                                 | 2:37 |
| 5.  | Black Country Rock                                      |                                                 | 3:33 |
| 6.  | The Man Who Sold the World                              |                                                 | 3:56 |
| 7.  | The Bewlay Brothers                                     |                                                 | 5:22 |
| 8.  | Changes                                                 |                                                 | 3:35 |
| 9.  | Round and Round (version alternative)                   | Chuck Berry                                     | 2:43 |
| 10. | Moonage Daydream                                        |                                                 | 4:40 |
| 11. | John, I'm Only Dancing                                  |                                                 | 2:44 |
| 12. | Drive-In Saturday                                       |                                                 | 4:31 |
| 13. | Panic in Detroit                                        |                                                 | 4:27 |
| 14. | Ziggy Stardust                                          |                                                 | 3:23 |
| 15. | White Light/White Heat                                  | Lou Reed                                        | 4:23 |
| 16. | Rock 'n' Roll Suicide                                   |                                                 | 4:16 |
| 17. | Anyway, Anyhow, Anywhere                                | Roger Daltrey, Pete Townshend                   | 3:07 |
| 18. | Sorrow                                                  | Bob Feldman, Jerry Goldstein, Richard Gottehrer | 2:53 |
| 19. | Don't Bring Me Down                                     | Johnnie Dee                                     | 2:06 |

| 1.  | 1984/Dodo                           |                                 | 5:20 |
| 2.  | Big Brother                         |                                 | 3:21 |
| 3.  | Rebel Rebel                         |                                 | 3:01 |
| 4.  | Suffragette City                    |                                 | 3:50 |
| 5.  | Watch That Man                      |                                 | 5:07 |
| 6.  | Cracked Actor                       |                                 | 3:30 |
| 7.  | Young Americans                     |                                 | 5:10 |
| 8.  | Fascination (autre version)         | David Bowie, Luther Vandross    | 5:45 |
| 9.  | After Today (autre version)         |                                 | 3:50 |
| 10. | It's Hard to Be a Saint in the City | Bruce Springsteen               | 3:49 |
| 11. | TVC 15                              |                                 | 5:31 |
| 12. | Wild Is the Wind                    | Dimitri Tiomkin, Ned Washington | 5:58 |
| 13. | Sound and Vision                    |                                 | 3:05 |
| 14. | Be My Wife                          |                                 | 2:57 |
| 15. | Speed of Life                       |                                 | 2:47 |
| 16. | "Helden"                            | David Bowie, Brian Eno          | 3:39 |
| 17. | Joe the Lion                        |                                 | 3:07 |
| 18. | Sons of the Silent Age              |                                 | 3:19 |

| 1.  | Station to Station                                                            |                                          | 8:53 |
| 2.  | Warszawa                                                                      | David Bowie, Brian Eno                   | 6:49 |
| 3.  | Breaking Glass                                                                | David Bowie, Dennis Davis, George Murray | 3:30 |
| 4.  | Red Sails                                                                     | David Bowie, Brian Eno                   | 3:44 |
| 5.  | Look Back in Anger                                                            | David Bowie, Brian Eno                   | 3:07 |
| 6.  | Boys Keep Swinging                                                            | David Bowie, Brian Eno                   | 3:18 |
| 7.  | Up the Hill Backwards                                                         |                                          | 3:15 |
| 8.  | Kingdom Come                                                                  | Tom Verlaine                             | 3:45 |
| 9.  | Ashes to Ashes                                                                |                                          | 4:24 |
| 10. | Baal's Hymn (de l'EP Baal, 1982)                                              | Bertolt Brecht, Dominic Muldowney        | 4:02 |
| 11. | The Drowned Girl (de l'EP Baal, 1982)                                         | Bertolt Brecht, Kurt Weill               | 2:26 |
| 12. | Cat People (Putting Out Fire) (de la bande originale du film La Féline, 1982) | David Bowie, Giorgio Moroder             | 6:45 |
| 13. | China Girl (de l'album Let's Dance, 1983)                                     | David Bowie, Iggy Pop                    | 5:32 |
| 14. | Ricochet (de l'album Let's Dance, 1983)                                       |                                          | 5:12 |
| 15. | Modern Love (en concert en 1983, face B du single Modern Love)                |                                          | 3:45 |
| 16. | Loving the Alien (de l'album Tonight, 1984)                                   |                                          | 7:07 |
| 17. | Dancing with the Big Boys (de l'album Tonight, 1984)                          | David Bowie, Iggy Pop, Carlos Alomar     | 3:34 |

| 1.  | Blue Jean (de Tonight, 1984)                                            |                                     | 3:12 |
| 2.  | Time Will Crawl (de Never Let Me Down, 1987)                            |                                     | 4:19 |
| 3.  | Baby Can Dance (en) (de Tin Machine, 1989)                              |                                     | 4:58 |
| 4.  | Amazing (de Tin Machine, 1989)                                          | David Bowie, Reeves Gabrels         | 3:04 |
| 5.  | I Can't Read (en) (de Tin Machine, 1989)                                | David Bowie, Reeves Gabrels         | 4:57 |
| 6.  | Shopping for Girls (de Tin Machine II, 1991)                            | David Bowie, Reeves Gabrels         | 3:45 |
| 7.  | Goodbye Mr. Ed (de Tin Machine II, 1991)                                | David Bowie, Tony Sales, Hunt Sales | 3:24 |
| 8.  | Amlapura (de Tin Machine II, 1991)                                      | David Bowie, Reeves Gabrels         | 3:49 |
| 9.  | You've Been Around (de Black Tie White Noise, 1993)                     | David Bowie, Reeves Gabrels         | 4:44 |
| 10. | Nite Flights (remix « Back to Basics » de Moodswings, inédit)           | Scott Walker                        | 4:37 |
| 11. | Pallas Athena (mixage « Gone Midnight », 1997)                          |                                     | 4:21 |
| 12. | Jump They Say (de Black Tie White Noise, 1993)                          |                                     | 4:25 |
| 13. | The Buddha of Suburbia (de The Buddha of Suburbia, 1993)                |                                     | 4:27 |
| 14. | Dead Against It (de The Buddha of Suburbia, 1993)                       |                                     | 5:48 |
| 15. | South Horizon (de The Buddha of Suburbia, 1993)                         |                                     | 5:25 |
| 16. | Pallas Athena (en concert, face B du single Seven Years in Tibet, 1998) |                                     | 8:19 |